# Ninghai (häradshuvudort)
Ninghai (kinesiska: 宁海) är en häradshuvudort i Kina. Den ligger i provinsen Zhejiang, i den östra delen av landet, omkring 160 kilometer sydost om provinshuvudstaden Hangzhou. Antalet invånare är 68 330.
Runt Ninghai är det tätbefolkat, med 297 invånare per kvadratkilometer. Närmaste större samhälle är Haiyou, 19,0 km söder om Ninghai. I omgivningarna runt Ninghai växer huvudsakligen savannskog.
Genomsnittlig årsnederbörd är 2 140 millimeter. Den regnigaste månaden är augusti, med i genomsnitt 364 mm nederbörd, och den torraste är januari, med 70 mm nederbörd.